# یواس‌اس ای-۱ (اس‌پی-۱۳۷۰)
یواس‌اس ای-۱ (اس‌پی-۱۳۷۰) (به انگلیسی: USS A-1 (SP-1370)) یک کشتی بود که طول آن ۳۱ فوت ۲ اینچ (۹٫۵۰ متر) بود. این کشتی در سال ۱۹۱۱ ساخته شد.